# ウプサラ大学
ウプサラ大学（ウプサラだいがく、スウェーデン語: Uppsala universitet、英語: Uppsala University）は、スウェーデンのウプサラにある、1477年に創設された北欧では最古の中世大学。これまでに16人の大学関係者（卒業生・教員等）がノーベル賞を受賞している。
世界最先端の研究施設を兼ね備え、ウプサラ生物医学センター（BMC：The Uppsala Biomedical Centre）は、生命科学に関するヨーロッパ最大の拠点の1つであり、オングストローム研究所(Ångström Laboratory)は、材料科学に関するヨーロッパ最先端研究所の1つである。また、大学間及び産学協力に積極的であり、世界の1,000以上の大学と約3,000にのぼる共同研究を行なっている。

## 評価
世界大学学術ランキングにおいて、世界第82位（2023年）。QS世界大学ランキングにおいて、世界第103位（2025年）。THE世界大学ランキングにおいて、世界第130位。

## 主な出身者
- カール・フォン・リンネ（植物学（分類学）の父）[8]
- アンデルス・オングストローム（天文学・物理学者、分光学の父、オーロラ研究で著名）
- ハンス・ブリックス（元国際原子力機関（IAEA）事務局長）
- アンデルス・セルシウス（天文学者、温度を測る尺度「摂氏（セルシウス）」に名を残す）
- イェンス・ベルセリウス（ジョン・ドルトンの原子記号に反論し、元素記号をアルファベット表記することを提案）
- カール・ミカエル・ベルマン（宮廷詩人）
- ヨハン・アウグスト・ストリンドベリ（作家）
- クヌート・ヴィクセル（経済学者、北欧学派の祖）
- オスカル・モンテリウス（考古学者、型式学的研究法の提唱）
- V・ヴァルフリート・エクマン（海洋物理学の権威）
- パー・ジャコブソン（元IMF専務取締役）
- ニクラス・ゼンストローム（Skype共同創業者）
- エマヌエル・スヴェーデンボリ（オカルト的研究をはじめ様々な学問に業績を残す）
- アブドルラヒーム・ゴヴァーヒー（駐日イラン大使、駐スウェーデン・イラン大使、旭日重光章受章者）
- ペールエリック・ヘーグベリ（駐日スウェーデン大使、在ベトナムスウェーデン大使（スウェーデン語版））

## ノーベル賞受賞者
- スバンテ・ペーボ（遺伝学者、ノーベル生理学・医学賞）
- ダグ・ハマーショルド（第二代国連事務総長、ノーベル平和賞）
- ナータン・セーデルブロム（聖職者、ノーベル平和賞）
- スヴァンテ・アレニウス（科学者、ノーベル化学賞）
- アルヴァル・グルストランド（眼科医、ノーベル生理学・医学賞）
- テオドール・スヴェドベリ（化学者、ノーベル化学賞）
- マンネ・シーグバーン（物理学者、ノーベル物理学賞）
- ウィルヘルム・ティセリウス（化学者、ノーベル化学賞）
- ハンス・アルヴェーン（地球物理学者、ノーベル物理学賞）
- カイ・シーグバーン（物理学者、ノーベル物理学賞）
- エリク・アクセル・カールフェルト（詩人、生前ノーベル文学賞を辞退したが、死後同賞受賞）
- ペール・ラーゲルクヴィスト（作家、詩人、ノーベル文学賞）
- カール・ヤルマール・ブランティング（政治家、ノーベル平和賞）
- アルバ・ライマル・ミュルダール（外交官、政治家、作家、ノーベル平和賞）
- ヒューゴ・テオレル（生化学者、ノーベル生理学・医学賞）
- ローベルト・バーラーニ（耳鼻科医、ノーベル生理学・医学賞）

## 名誉博士
- 野依良治　理化学研究所理事長

## 名誉学員
- 上皇明仁[9]

## 対外関係
世界中の500を超える大学と学生の交換留学協定を結んでいる。

### 日本国内の大学との提携
- 東京大学
- 東京工業大学
- 九州大学
- 大阪工業大学
- 東京工科大学
- 信州大学
- 慶應義塾大学
- 愛媛大学
- 日本女子大学
- 立教大学

## その他
- ウプサラ大学図書館
- ウプサラ大学植物園（英語版）
- ヨハン・スクデ政治学賞
- ウプサラ氷河